# Mastophora alachua
Mastophora alachua là một loài nhện trong họ Araneidae.
Loài này thuộc chi Mastophora. Mastophora alachua được Herbert Walter Levi miêu tả năm 2003.